# استان توکاچه
استان توکاچه (به اسپانیایی: Provincia de Tocache) یک منطقهٔ مسکونی در پرو است که در منطقه سن مارتین واقع شده‌است.
 استان توکاچه ۵٬۸۶۵٫۴۴ کیلومتر مربع مساحت و ۹۸٫۲۶۵ نفر جمعیت دارد.